# Łuparka (do kamienia)
Łuparka,  łupiarka lub kostkarka  to obrabiarka służąca do mechanicznego łupania kamienia.
Ze względu na przydatność do wykonywania określonego asortymentu produkcji łuparki dzielą się na:
- Łuparki bloków – do łupania dużych bloków na płyty.
- Łuparki formaków – wtórne po łupiarkach bloków, lub jako łupiarki do mniejszych bloczków.
- Łuparki do kostki – do wykonywania kostki brukowej, najczęściej hydrauliczne, jednokolumnowe.
- Łuparki do płyt – hydrauliczne, bądź mechaniczne, stosowane do łupania płyt, słupków na płyty okładzinowe o fakturze łupanej.

Do produkcji łupanej nadają się w szczególności granit, sjenit (na formaki, kostkę brukową, słupki graniczne, kamień murowy) i piaskowiec.